# Guy Lombardo
Gaetano Alberto "Guy" Lombardo, född 19 juni 1902, död 5 november 1977, var en kanadensiskfödd amerikansk violinist och orkesterledare.
Lombardo ledde från 1924 tillsammans med sina bröder Carmen, Lebert och Victor Lombardo den extremt långlivade och populära dansorkestern Guy Lombardo & His Royal Canadians. Orkestern marknadsfördes under mottot The Sweetest Music This Side of Heaven. Guy Lombardo blev naturaliserad medborgare i USA 1938.